# 莫洛 (诗人)
莫洛（1916年—2011年），原名马骅，字瑞蓁，笔名林渡、林默、衣凡、依帆、苏依、海旅、舒朗等，男，浙江温州人，中国诗人。

## 家族
堂兄马孟容、马公愚为书画家，马味仲为工程师。
长子马大观，次子马大康，三子马大正。